# Mónica García Gómez
Mónica García Gómez, född den 16 januari 1974 i Madrid är en narkosläkare och spansk politiker, deputerad i X Legislatura i Madrids rådförsamling inom den parlamentariska gruppen Podemos Comunidad de Madrid och sedan deputerad i XI Legislatura inom den parlamentariska gruppen  Más Madrid. Hon är sedan 2020 generalkoordinator för Más Madrid.
Vid valet den 4 maj 2021 var Mónica García första namn på valsedeln för Más Madrid. I valet fick hennes parti fler röster än PSOE vilket gjorde Mónica García till oppositionsledare i Madrid.